# Poolbillard-Jugendeuropameisterschaft 2009
Die Poolbillard-Jugendeuropameisterschaft 2009 war die 29. Austragung der von der European Pocket Billiard Federation veranstalteten Jugend-Kontinentalmeisterschaft im Poolbillard. Sie fand vom 1. bis 8. August in der Sporthalle der Ense-Schule in Bad Wildungen statt.
Ausgespielt wurden die Disziplinen 14/1 endlos, 8-Ball und 9-Ball in den Kategorien Junioren, Schüler und Juniorinnen. Bei den Junioren und bei den Schülern wurden zudem Mannschafts-Europameister ermittelt.

## Medaillengewinner
| Disziplin                 | Gold               | Silber            | Bronze                               |        |
| ------------------------- | ------------------ | ----------------- | ------------------------------------ | ------ |
| Junioren – 14/1 endlos    | Ruslan Tschinachow | Dominic Jentsch   | Mate Hazay Bartosz Rozwadowski       | [ 1 ]  |
| Junioren – 8-Ball         | Roman Prutschai    | Jürgen Jenisy     | Mieszko Fortuński Francisco Sánchez  | [ 2 ]  |
| Junioren – 9-Ball         | Roman Prutschai    | Francisco Sánchez | Alexander Kazakis Mieszko Fortuński  | [ 3 ]  |
| Junioren-Mannschaft       | Deutschland        | Russland          | Ungarn Österreich                    | [ 4 ]  |
| Schüler – 14/1 endlos     | Manuel Ederer      | Wojciech Szewczyk | Daniel Gollnhuber Marcel Fortuński   | [ 5 ]  |
| Schüler – 8-Ball          | Marek Kudlik       | Wojciech Szewczyk | Etienne Hekkelman Ilya Khayrullin    | [ 6 ]  |
| Schüler – 9-Ball          | Etienne Hekkelman  | Lars Kuckherm     | Konrad Piekarski Mario He            | [ 7 ]  |
| Schüler-Mannschaft        | Niederlande        | Deutschland       | Polen Russland                       | [ 8 ]  |
| Juniorinnen – 14/1 endlos | Jasmin Michel      | Daria Sirotina    | Catherine Wirtz Nataliya Seroshtan   | [ 9 ]  |
| Juniorinnen – 8-Ball      | Anastasia Nechaeva | Daria Sirotina    | Kamila Khodjaeva Simone Künzl        | [ 10 ] |
| Juniorinnen – 9-Ball      | Monika Zabek       | Kamila Khodjaeva  | Petra Stadlbauer Vivien-Kathy Schade | [ 11 ] |